# 伊曼紐·孟德爾

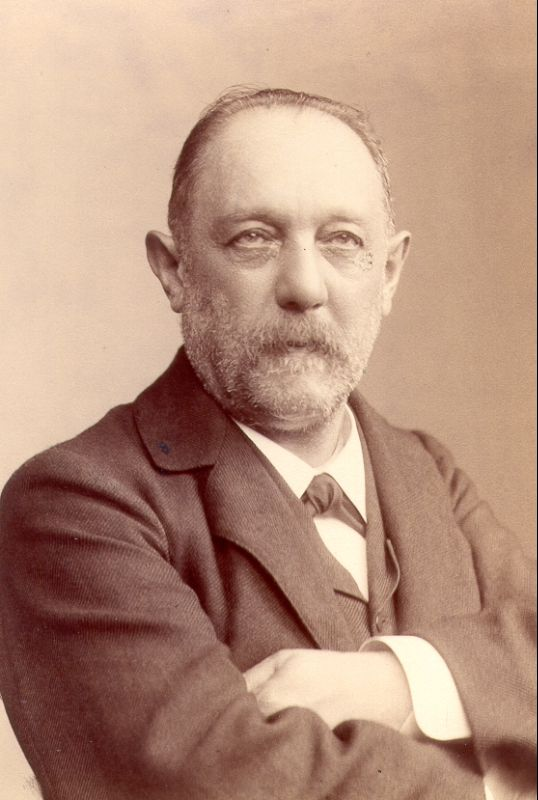
伊曼紐·孟德爾的肖像

伊曼紐·孟德爾（1839年10月28日—1907年6月23日）是一位德國精神病學家和神經學家，曾引進天仙子胺作為阿茲海默症藥物的成份，這是一種從澳洲原生植物杜比西亞（Duboisia myoporoides）中提煉出的化學物質。此外，他在癲癇和進行性麻痺的領域上也頗有貢獻。
孟德爾在1873年開始習醫，並在柏林取得大學教授資格。他主張精神病學和神經科學有其互補性，其著名的學生和助手包括馬克斯·比舒斯蓋（Max Bielschowsky）、愛德華·福萊泰（Edward Flatau）、拉薩·密諾爾（Lazar Minor）與路易·哈克布-拉斯克（Louis Jacobsohn-Lask）等。